# Emil Aarestrup

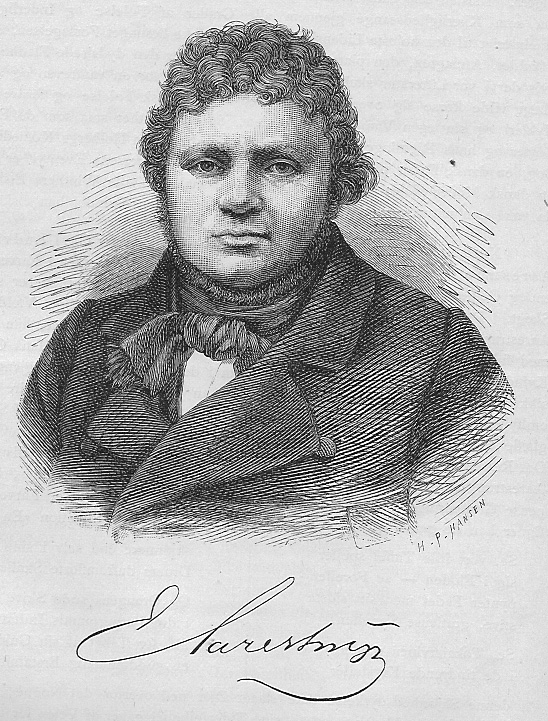
Emil Aarestrup

Emil Aarestrup (4. prosince 1800 Kodaň – 21. července 1856 Odense) byl dánský básník období pozdního romantismu a představitel erotické lyriky.

## Život
Vystudoval medicínu a pracoval jako praktický lékař v Lollandu a poté jako ústavní lékař v Odense.
Umělecky ho ovlivnili Heinrich Heine a Friedrich Rückert. Během svého života vydal pouze jediné dílo (Digte, básně, 1838), které bylo kritiky ignorováno a prodala se pouze polovina výtisků. Teprve po jeho smrti se díky Gerogu Brandesovi stala jeho poezie známou.
Také překládal dílo Heinricha Heineho, Lord Byrona, Thomase Moruse a jiných slavných autorů do dánštiny.

## Dílo
- Efterladte Digte, 1863
- Erotiske Situationer, 1916
- Samlede Skrifter, 1976

## Pocty
Na počest 150. výročí jeho narození bylo 4. prosince 1950 založeno literární ocenění – Cena Emila Aarestrupa. Kromě medaile vítěz obdržel 2500 dánských korun.